# Lampropeltis zonata
Lampropeltis zonata är en ormart som beskrevs av Lockington 1835. Lampropeltis zonata ingår i släktet kungssnokar, och familjen snokar. IUCN kategoriserar arten globalt som livskraftig.
Arten förekommer i västra Nordamerika från södra Oregon över Kalifornien (USA) till norra Baja California (Mexiko). Den vistas i låglandet och i bergstrakter upp till 2750 meter över havet. Habitatet utgörs av barrskogar, blandskogar, buskskogar och galleriskogar. Ormen föredrar områden med stenar och döda grenar på marken där den kan gömma sig.

## Underarter
Arten delas in i följande underarter:
- L. z. agalma
- L. z. herrerae
- L. z. multicincta
- L. z. multifasciata
- L. z. parvirubra
- L. z. pulchra
- L. z. zonata